# Журавин
Жура́вин — село, существовавшее до 1946 года в Турковском районе нынешней Львовской области Украины. Население в 1943 году составляло 808 жителей.

## История
Согласно документам, в 1444 году привилегия на эту территорию была предоставлена рыцарю Занки из Турки польским королём Владиславом Варненьчиком. Это было древнейшее поселение в долине верхнего Сана, которое находилось на древнеримском торговом пути. В течение XVI—XIX вв. были построены три деревянные церкви. В селе находился небольшой василианский монастырь и пивоварня. В 1831 году в Журавине проживало 850 человек. Вблизи старой церкви, которая была повреждена в результате боевых действий во время I мировой войны, в 1918 году была построена церковь Преображения Господнего в неоукраинском стиле, разрушенной пограничниками в 1957 году. Село, население которого по состоянию на 1943 год насчитывало 808 человек, было выселено в течение 1944—1946 годов в результате операции очищения пограничной полосы. Церковный инвентарь в 1945 году был перенесен в церкви в Днестрике-Дубовом и Жукотине.